# Auf gut deutsch
Auf gut deutsch med undertiteln Wochenschrift für Ordnung und Recht var en antisemitisk veckotidning som utgavs av Dietrich Eckart. Redaktörer var Alfred Rosenberg och Gottfried Feder.
Tidningen utkom med sitt första nummer i december 1918. När Eckart i tidningen bejublade mordet på politikern Matthias Erzberger i augusti 1921, drabbades Auf gut deutsch av utgivningsförbud.

### Webbkällor
- ”Die antisemitische Wochenschrift "Auf gut deutsch"” (på tyska). Deutsches Historisches Museum. Arkiverad från originalet den 16 maj 2014. https://www.webcitation.org/6Pcf8hDnC?url=http://www.dhm.de/lemo/html/weimar/antisemitismus/wochenschrift/index.html. Läst 16 maj 2014.